# Kriegsabzeichen für Hilfskreuzer

Abbildung des Kriegsabzeichens für Hilfskreuzer in der 57er Version

Das Kriegsabzeichen für Hilfskreuzer wurde am 24. April 1941 durch den Oberbefehlshaber der Kriegsmarine Großadmiral Erich Raeder gestiftet und konnte an bewährte Besatzungen der im Kreuzerkrieg eingesetzten Hilfskreuzer verliehen werden.
Eine offizielle Stiftung des Kriegsabzeichen für Hilfskreuzer mit Brillanten ist nicht bekannt, jedoch wurde diese Auszeichnung am 31. Dezember 1941 an Kapitän zur See Bernhard Rogge verliehen. Hellmuth von Ruckteschell, Kommandant des Hilfskreuzers Michel, erhielt es ebenfalls.
Laut Gesetz über Titel, Orden und Ehrenzeichen vom 26. Juli 1957 ist das Tragen der Auszeichnung in der Bundesrepublik Deutschland nur ohne nationalsozialistische Embleme gestattet.

## Verleihungen (Beispiel)
- Kurt Weyher: Kommandant des Hilfskreuzers Orion
- Otto Kähler: Kommandant des Hilfskreuzers Thor
- Joachim Wünning: Kommandant des Minenschiffes Königin Luise
- Günther Gumprich: als Nachfolger von Hellmuth von Ruckteschell Kommandant des Hilfskreuzers Michel